# 日本クレジットカウンセリング協会
公益財団法人日本クレジットカウンセリング協会（にほんクレジットカウンセリングきょうかい、Japan Credit Counseling Organization、略称「JCCO」 ）は、1987年に通商産業省の設立許可により財団法人として発足した。その後、2002年に金融庁及び経済産業省の共管となり、2012年には内閣総理大臣の公益認定を受けて、公益財団法人となった。

## 概要
- 東京都中央区日本橋蛎殻町
- 会長：新美育文
- 理事長：松井哲夫
- 専務理事：米澤俊介

## 事業
多重債務者救済のための公正・中立なカウンセリング事業＝多重債務ほっとラインで相談に応じるほか、予約を受け付けた上で無料での任意整理による債務整理の支援や家計再建のためのカウンセリングを消費者保護の立場から行っている。カウンセリングには弁護士とアドバイザーカウンセラー（消費生活の専門資格者及び心理ケアの専門資格者）が当たっている。
カウンセリングの拠点として、全国に6箇所のセンター(東京、大阪、仙台、名古屋、広島、福岡）及び15箇所の相談室(新潟、静岡、福島、金沢、高松、熊本、沖縄、横浜、さいたま、岐阜、松山、前橋、宮崎、三重、長野)を展開している(2018年3月現在)。